# Архив Пандоры
«Архив Пандоры» (также «Документы Пандоры», «Досье Пандоры») — 11,9 миллиона документов (включая 2,9 терабайта данных), собранных Международным консорциумом журналистов-расследователей (ICIJ). По их мнению, данная утечка документов является крупнейшей в истории.
«Архив» опубликован 3 октября 2021 года, включает в себя изображения, электронные письма и другие конфиденциальные данные 14 финансовых компаний из разных государств, включая Панаму, Швейцарию и ОАЭ. Архив превосходит по объёму так называемый «панамский архив» (2016), в котором было 11,5 миллионов конфиденциальных документов. Во время публикации документов ICIJ заявили, что не указывают источник документов.
Согласно архиву, около 32 триллионов долларов (без учёта недвижимости, произведений искусства, ювелирных изделий и т. д.) могли быть скрыты от налогообложения.

## Что обнаружено
Всего в утечке фигурируют 35 действующих и бывших национальных лидеров, а также 400 официальных лиц из почти 100 стран. Среди этих имён — бывший премьер-министр Великобритании Тони Блэр, президент Чили Себастьян Пиньера, президент Кении Ухуру Кениата, президент Черногории Мило Джуканович, президент Украины Владимир Зеленский, эмир Катара шейх Тамим и президент Габона Али Бонго Ондимба. Более 100 миллиардеров, 29 тысяч офшорных счетов, 30 нынешних и бывших руководителей и 300 государственных служащих были названы в первых утечках 3 октября 2021 года.

### Азербайджан
Из документов следует, что в 2018 году принадлежащий семье Алиевых офисный блок был продан управлению собственности королевы Елизаветы II за 66 миллионов фунтов, что принесло Алиевым прибыль в 31 миллион фунтов. Ещё один офисный комплекс стоимостью 33 миллиона был продан семье в 2009 году и подарен Гейдару Алиеву, сыну президента Азербайджана Ильхама Алиева.

### Беларусь
В документах была выявлена офшорная компания Сергея Шеймана (сын Виктора Шеймана, чиновника, близкого к Лукашенко) и Александра Зингмана, которая через британского посредника владела 70 % предприятия по разведке и добыче золота в Зимбабве. Сам Виктор Шейман курировал отношения с африканскими странами, неоднократно посещал Зимбабве, при этом основную выгоду от белорусско-зимбабвийских сделок получала офшорная компания Шеймана-младшего.

### Кения
Также упоминался президент Кении Ухуру Кениата, несмотря на то, что в 2018 году он заявлял: «Активы каждого государственного служащего должны быть публично объявлены, чтобы люди могли задавать вопросы — что является законным?».

### Казахстан
Асель Курманбаева, которую сотрудники ICIJ связали с Нурсултаном Назарбаевым, в результате схемы обмена акций через шесть офшорных компаний получила $30 млн. По данным журналистов, в схеме были задействованы Владимир Ни и Владимир Ким. Курманбаева предположительно через офшорную фирму Ladra Services стала совладелицей компании EMES Holding & Finance, совместно с Ни. Ким участвовал в оформлении сделок с акциями компаний. По данным расследования, через два месяца после смерти Ни другая оффшорная компания заплатила вероятной подруге Назарбаева $30 млн за Ladra Services.

### Россия
Из россиян в архиве упоминаются, среди прочих, близкая подруга Владимира Путина Светлана Кривоногих, гендиректор «Первого канала» Константин Эрнст, глава Сбербанка Герман Греф, семья главы «Ростеха» Сергея Чемезова, глава администрации президента Антон Вайно и миллиардер Александр Винокуров. Также названы имена лиц из внутреннего круга Владимира Путина: музыкант и предприниматель Сергей Ролдугин, друг детства Пётр Колбин, знакомый офицер КГБ Дмитрий Горелов, крупнейший акционер банка «Россия» Юрий Ковальчук.
В расследовании имеются данные об офшорных компаниях, которыми владеют родственники депутатов или сами депутаты Государственной Думы VII созыва от «Единой России»: Лев Ковпак, Григорий Аникеев, Олег Ткач, Николай Петрунин, Владислав Резник, Отари Аршба, Андрей Скоч, экс-депутаты Совета Федерации от «Единой России» Сергей Мамедов и Андрей Голушко, депутат Госдумы от партии «Справедливая Россия» Алексей Чепа.

### Чехия
Премьер-министр Чешской Республики Андрей Бабиш, проводивший кампанию с обещаниями бороться с коррупцией и уклонением от уплаты налогов, не заявлял об использовании офшорной инвестиционной компании при покупке восьми объектов недвижимости, включая две виллы, в Мужене на Французской Ривьере за 12 миллионов фунтов стерлингов.

### Британская недвижимость
Значительную часть архива составляют документы о приобретении недвижимости в Великобритании. Из опубликованных финансовых документов следует, что через офшорные компании приобретена недвижимость на сумму более 4 млрд фунтов. В числе собственников видные иностранные политики, лица, обвиняемые в коррупции и спонсоры британских политических партий. В частности, упомянут король Иордании Абдалла II — инвестировал более 100 миллионов долларов США в недвижимость в Великобритании и США, включая дома в Малибу, Лондоне и Аскоте. Также был назван Тони Блэр — было показано, что Блэр сэкономил 312 000 фунтов стерлингов в виде гербового сбора при покупке недвижимости в Лондоне за 6,45 млн фунтов стерлингов, купив компанию Romanstone International Limited на Британских Виргинских островах. Среди тайных владельцев британской недвижимости обнаружены также: Геннадий Боголюбов — украинский миллиардер, находящийся под следствием ФБР по делу о мошенничестве (стоимость британских владений — £400 млн) и сын российского олигарха Михаила Гуцериева, находящегося под санкциями (владеет офисным зданием в Лондоне ценой £40 млн).

## Регистрационные агенты
Всего в досье фигурируют 14 компаний — регистраторов оффшоров.

### All About Offshore Limited
(Сокращенно AABOL), рег.агент по созданию и управлению компаниями на Сейшельских островах. AABOL рекомендовала некоторым клиентам открыть счета в латвийском Rietumu Banka, который в 2017 году был оштрафован во Франции на 80 миллионов евро и получил запрет на ведение там деятельности в течение пяти лет за предоставление своим клиентам возможности уклонения от уплаты налогов и отмывания денег.

### Alpha Consulting Limited
Учредителем регистратора являются Виктория Валковская и её бывший муж, Рой Делси, уроженец Сейшельских островов. Среди известных клиентов, упомянутых в отчёте ICIJ: Роман Авдеев, один из крупнейших бизнесменов России, Александр Винник, экс-владелец биржи криптовалют BTC-E, арестованный по обвинению в нарушении законодательства США.

### Alcogal
В отчёте ICIJ говорится о панамской юридической фирме Alemán, Cordero, Galindo & Lee или Alcogal, где упоминается, что это «юридическая фирма латиноамериканской элиты», которая создала по крайней мере 14 000 подставных компаний и трастов в налоговых убежищах. В просочившихся документах Alcogal упоминается чаще, чем любой другой офшорный провайдер.

### Asiaciti Trust Asia Limited
Компания австралийского бизнесмена Грега Биггса, ведущая свою деятельность в Сингапуре, Новой Зеландии, Самоа, на Островах Кука. Также Бриггс является консулом Самоа в Сингапуре. Среди клиентов, упомянутых в отчёте ICIJ — чиновники FIFA, причастные к коррупционному скандалу. Некоторые клиенты рег.агента, как предполагается, участвовали в хищении 230 миллионов долларов у правительства России в рамках «Дела Магнитского».

### CCS Trust Limited
Основателем компании является Томас Уорд, гражданин Канады. В 2009 году он продал фирму с лицензией зарегистрированного агента на Британских Виргинских островах после предъявления ему обвинения о нарушении законов о борьбе с отмыванием денег. Среди упомянутых клиентов компании: Тохтар Тулешов — бизнесмен из Казахстана, приговоренный в 2016 году к 21 году лишения свободы за организацию переворота против президента страны, Фарит Газизуллин, бывший заместитель Председателя Правительства РФ, министр государственного имущества РФ, член Совета директоров ОАО «Газпром».

### CIL Trust International
Компания была учреждена Гленном Д. Годфри, членом парламента Белиза, бывшим генеральным прокурором и министром туризма, и его женой Джой. Среди упоминающихся в отчёте клиентов был Игорь Коломойский, в настоящее время находящийся под следствием в США по обвинению в отмывании денег.

### Glenn D. Godfrey and Company LLP
Компания также принадлежит Гленну Годфри, который занимал пост генерального прокурора Белиза с 1989 по 1993 гг.

### Commence Overseas Limited
Компания была создана Энтони Голамко в качестве дочерней компании своей гонконгской Commence Co. Ltd. Среди клиентов: Мартин Лау, китайский миллиардер и президент Tencent, компании платформы социальных сетей WeChat.

### Demetrios A. Demetriades LLC
Demetrios A. Demetriades LLC (известной также, как DADLAW), является семейной кипрской юридической фирмой Деметриоса Харрис Деметриадес.
Среди клиентов: Борис и Аркадий Ротенберги, а также Андрей Болотов, бывший зять одного из близких друзей Путина из КГБ.

### Fidelity Corporate Services Limited
Fidelity Corporate Services основана двумя латвийскими юристами, Артисом Розенбергсом и Свенсом Залитисом, ведёт свою деятельность на Британских Виргинских островах, в Белизе, на Сейшельских островах, в Гибралтаре и Латвии. Среди клиентов: Президент Украины Владимир Зеленский, Евгений Гинер, президент московского футбольного клуба ЦСКА.

### Overseas Management Company Inc
Компания оказывает услуги в Панаме, на Британских Виргинских островах, Невисе, Сейшельских островах и в других юрисдикциях, среди клиентов, упомянутых в отчёте — колумбийская певица Шакира.

### SFM Corporate Services
Ведёт свою деятельность в Швейцарии и ОАЭ. Согласно отчёту ICIS, директором компании является Реза Афшар. Среди клиентов компании Доминик Стросс-Кан, бывший французский политик.

### Trident Trust Company Limited
Среди клиентов компании: Джэк Ма, принц Халифа бин Салман аль-Халифа.

## Реакция
Великобритания
Британский кабинет министров заявил, что при первой возможности направит парламенту законопроект об обязательном раскрытии имен владельцев офшорной недвижимости.
 Пакистан
Премьер-министр Пакистана Имран Хан заявил, что его правительство проведёт расследование в отношении лиц, связанных с выводом денег заграницу. Он также заявил, что он и его правительство приветствует подобные публикации, потому что они способствуют «разоблачению элит, которые нажили богатства нечестным путем».
 Россия
Пресс-секретарь президента России Владимира Путина Дмитрий Песков на вопросы о публикации архива заявил, что руководство Российской Федерации не считает опубликованные документы основанием для проверок. «Речь идет просто о каких-то таких утверждениях, непонятно на чем основанных. Это, конечно, не повод для проверок» — сказал Песков.
В декабре 2021 года управление по вопросам противодействия коррупции администрации президента в ответ на запрос «Новой газеты» заявило, что в публикациях не обнаружено нарушений действующего российского законодательства, поскольку в них нет сведений об иностранных счетах и вкладах чиновников, владельцами которых они оставались бы после 7 августа 2013 года, когда вступил в силу закон о запрете на иностранные активы для госслужащих. В то же время, согласно опубликованным документам, в 2012 году депутат Григорий Аникеев, участвовавший в разработке и принятии законопроектов против иностранного вмешательства, был единственным владельцем офшора Meligton Holdings Limited. В документах 2017 года бенефициаром компании уже числился его брат Анатолий Аникеев, другой брат депутата — Валерий Аникеев — в 2016 году был единственным владельцем Levico Holdings Limited. Офшорными компаниями других чиновников также владели престарелые родители, дети и бывшие супруги.
 США
Пресс-секретарь Белого дома Джен Псаки заявила, что США стремятся обеспечить дополнительную прозрачность своей и международных финансовых систем.
 Украина
Пресс-секретарь президента Украины Владимира Зеленского Сергей Никифоров заявил, что руководство Украины пока что не будет реагировать на скандал с офшорами. Спустя 2 недели Зеленский подтвердил использование в 2012 году офшорных компаний, но заявил, что он и творческий коллектив студии «Квартал-95» не занимались отмыванием денег.

### СМИ
Государственные информагентства РИА Новости и ТАСС по-разному отнеслись к публикации архива Пандоры. РИА Новости упомянуло лишь давшего комментарий Константина Эрнста; ТАСС не опубликовал ни одной новости по теме россиян. Первый канал и Россия-24 проигнорировали событие, НТВ упоминал лишь иностранных фигурантов. Государственный иновещательный телеканал RT проигнорировал российских предпринимателей и чиновников, но указывал на финансирование ICIJ Джорджем Соросом, а также связь этой организации с OCCRP и USAID. Business Insider и The Week отметили, что государственные СМИ России упоминали архив Пандоры, но не освещали причастность ближайшего окружения Путина к нему.

### Комментарии
1. ↑  Проживающий в США бизнесмен белорусского происхождения
2. ↑  По данным расследования издания «Проект», она якобы является матерью третьей дочери Путина[38][39].
По данным расследователей, Кривоногих через офшорную компанию Brockville Development (Британские Виргинские острова) владеет квартирой в Монако, купленой в 2003 году за 3,6 млн долларов. Пресс-секретарь Путина Дмитрий Песков неоднократно заявлял, что никогда не слышал о такой женщине[40].
3. ↑  Владение недвижимостью через офшоры не противоречит британским законам. Тем не менее британское правительство повысило оценку опасности отмывания денег на рынке недвижимости со «среднего» до «высокого». В отчете министерства внутренних дел за декабрь 2020 года говорится, что наибольший риск возникает в том случае, когда «есть трудности в определении действительных собственников»[49]. Правительства консерваторов неоднократно выражали намерение внести изменение в законодательство, сделав обязательным раскрытие имен лиц, приобретших недвижимомть в Британии через офшорные компании, надеясь таким образом прекратить отмывание денег[46].
4. ↑  В документах Пандоры упоминаются сотни граждан Пакистана, включая нескольких членов правительства[61]

### Сноски
1. ↑  Valtava tietovuoto paljastaa Putinin lähipiirin salaiset omistukset – presidentin suomalaiselle ystävälle järjesteltiin miljardi euroa — Yle, 2021.
2. ↑  Offshore havens and hidden riches of world leaders and billionaires exposed in unprecedented leak — Международный консорциум журналистов-расследователей, 2021.
3. ↑  Conn D., Politzer M. Offshore loot: how notorious dealer used trusts to hoard Khmer treasures (англ.) // The Guardian — United Kingdom, London: GMG, 2021. — ed. size: 107899 — ISSN 0261-3077
4. ↑  Pandora papers: biggest ever leak of offshore data exposes financial secrets of rich and powerful
5. 1 2 3 4  https://www.occrp.org/en/the-pandora-papers/massive-leak-exposes-the-hidden-fortunes-of-worlds-elite-and-crooks
6. ↑  «ОФШОР 95»: ТАЄМНИЦІ БІЗНЕСУ ПРЕЗИДЕНТА ЗЕЛЕНСЬКОГО (укр.) — Слідство.Інфо, 2021.
7. ↑  https://elcomercio.pe/mundo/latinoamerica/pandora-papers-guillermo-lasso-el-entramado-offshore-del-banquero-que-llego-a-presidente-de-ecuador-panama-dakota-del-sur-noticia/
8. ↑  https://www.bbc.com/news/world-58781350
9. ↑  https://www.tbsnews.net/world/global-economy/where-are-336-politicians-pandora-papers-311191
10. ↑  https://www.bbc.co.uk/news/world-58780465
11. ↑  https://elpais.com/pandora-papers/2021-10-04/las-millonarias-finanzas-del-cielo-los-legionarios-de-cristo-regresan-al-paraiso-fiscal.html
12. ↑  https://www.lasexta.com/pandora-papers/vargas-llosa-gestiono-traves-sociedad-offshore-sus-derechos-autor-recibir-premio-nobel_20211004615b0ca6b93dbb0001d677cd.html
13. ↑  https://wiadomosci.onet.pl/swiat/inpost-tak-rafal-brzoska-unikal-podatkow-sledztwo-pandora-papers/psgdpmf
14. ↑  https://elpais.com/pandora-papers/2021-10-03/papeles-de-pandora-en-latinoamerica-tres-jefes-de-estado-en-activo-y-11-expresidentes-operaron-en-paraisos-fiscales.html
15. ↑  https://www.icij.org/investigations/pandora-papers/global-investigation-tax-havens-offshore/
16. ↑  https://projects.icij.org/investigations/pandora-papers/power-players/en/player/denis-sassou-nguesso
17. ↑  La Argentina está en el podio de una nueva filtración mundial con figuras de alto perfil
18. ↑  https://www.icij.org/investigations/pandora-papers/
19. 1 2  Опубликован «Архив Пандоры» об офшорах мировых лидеров и чиновников. Главное Это 12 миллионов документов. Там есть Эрнст, Чемезов и знакомая Путина Светлана Кривоногих. Дата обращения: 3 октября 2021. Архивировано 3 октября 2021 года.
20. ↑  ″Досье Пандоры″: журналисты разоблачили офшорные схемы мировых лидеров | События в мире — оценки и прогнозы из Германии и Европы | DW | 03.10.2021. Дата обращения: 4 октября 2021. Архивировано 4 октября 2021 года.
21. 1 2  Виктория Полякова, Полина Химшиашвили. Что стало известно из утечки «архива Пандоры». РБК. Архивировано 15 октября 2021. Дата обращения: 15 октября 2021.
22. 1 2  Miller, Greg; Cenziper, Debbie; Whoriskey, Peter (3 октября 2021). Pandora Papers - A Global Investigation - Billions Hidden Beyond Reach - Trove of secret files details opaque financial universe where global elite shield riches from taxes, probes and accountability. The Washington Post. Архивировано 3 октября 2021. Дата обращения: 3 октября 2021.
23. ↑  Pandora Papers: A simple guide to the Pandora Papers leak. BBC News (англ.). 3 октября 2021. Архивировано 3 октября 2021. Дата обращения: 3 октября 2021.
24. ↑  Offshore havens and hidden riches of world leaders and billionaires exposed in unprecedented leak - ICIJ (амер. англ.). Дата обращения: 3 октября 2021. Архивировано 4 октября 2021 года.
25. ↑  Bigger than Panama: Several Pakistani names on upcoming Pandora Papers | SAMAA (амер. англ.). Samaa TV. Дата обращения: 2 октября 2021. Архивировано 2 октября 2021 года.
26. ↑  Pandora Papers: Exposé featuring financial secrets of high-profile individuals to be released Sunday (англ.). www.geo.tv. Дата обращения: 2 октября 2021. Архивировано 3 октября 2021 года.
27. ↑  ICIJ set to release Pandora Papers same like Panama Papers. Dunya News. Дата обращения: 2 октября 2021. Архивировано 2 октября 2021 года.
28. ↑  Ghumman, Faisal Ali. ICIJ 'to release' Pandora Papers (Panama-2) also involving Pakistanis tomorrow (амер. англ.). GNN - Pakistan's Largest News Portal (2 октября 2021). Дата обращения: 2 октября 2021. Архивировано 2 октября 2021 года.
29. ↑  ОБ «АРХИВЕ ПАНДОРЫ». Важные истории. 3 октября 2021. Архивировано 4 октября 2021. Дата обращения: 4 октября 2021.
30. ↑  Miller, Greg; Cenziper, Debbie; Whoriskey, Peter (3 октября 2021). VIDEO (at 7:12 of 7:43 total) - Pandora Papers - A Global Investigation - Billions Hidden Beyond Reach - Trove of secret files details opaque financial universe where global elite shield riches from taxes, probes and accountability. The Washington Post. Архивировано 3 октября 2021. Дата обращения: 3 октября 2021.
31. ↑  Massive Leak Exposes the Hidden Fortunes of World’s Elite and Crooks Архивная копия от 3 октября 2021 на Wayback Machine, Organized Crime and Corruption Reporting, 3 October 2021
32. 1 2 3  The Guardian investigations team (3 октября 2021). Pandora papers: biggest ever leak of offshore data exposes financial secrets of rich and powerful. The Guardian (англ.). Архивировано 3 октября 2021. Дата обращения: 3 октября 2021.
33. 1 2  Pandora Papers: Secret wealth and dealings of world leaders exposed. BBC News. Дата обращения: 3 октября 2021. Архивировано 4 октября 2021 года.
34. ↑  «Pandora Papers»: Як сын Шэймана здабываў золата ў Афрыцы. Дата обращения: 6 октября 2021. Архивировано 4 октября 2021 года.
35. ↑  Расследование: сын управделами президента Беларуси и почетный консул Александр Зингман занимались добычей золота в Зимбабве. Дата обращения: 6 октября 2021. Архивировано 6 октября 2021 года.
36. ↑  «Патэнцыйную выгаду ад гэтага мела зусім не беларуская дзяржава». Сьледчы журналіст пра таямнічую здабычу золата Зымбабвэ. Дата обращения: 6 октября 2021. Архивировано 6 октября 2021 года.
37. ↑  Что стало известно из утечки «архива Пандоры». РБК. Дата обращения: 15 октября 2021. Архивировано 15 октября 2021 года.
38. ↑  Президент и его Золушки. Дата обращения: 4 октября 2021. Архивировано 4 октября 2021 года.
39. ↑  "Дочка – реально копия царя". Расследование о миллионерше из Петербурга, вероятно, родившей Путину внебрачную дочь. Главное. Дата обращения: 4 октября 2021. Архивировано 4 октября 2021 года.
40. ↑  "Архив Пандоры": кого из российской элиты связали с офшорами и как на это реагируют Архивная копия от 5 октября 2021 на Wayback Machine, BBC, 4.10.2021
41. ↑  Архивированная копия. Дата обращения: 5 октября 2021. Архивировано 5 октября 2021 года.
42. ↑  Harding, Luke. Pandora papers reveal hidden riches of Putin's inner circle (англ.). The Guardian (3 октября 2021). Дата обращения: 4 октября 2021. Архивировано 3 октября 2021 года.
43. ↑  "Досье Пандоры": что нам ответили засветившиеся на офшорах российские политики. newizv.ru. Дата обращения: 5 октября 2021. Архивировано 4 октября 2021 года.
44. ↑  Pandora Papers: Leaked files show hidden financial affairs of world leaders. The Irish Times. Дата обращения: 3 октября 2021. Архивировано 3 октября 2021 года.
45. ↑  Revealed: Czech PM used offshore companies to buy £13m French mansion. The Guardian (англ.). 3 октября 2021. Архивировано 3 октября 2021. Дата обращения: 3 октября 2021.
46. 1 2 3 4  Pandora Papers: The secret owners of UK property worth billions Архивная копия от 5 октября 2021 на Wayback Machine, BBC, 5.10.2021
47. ↑  Pandora Papers: King of Jordan amassed £70m secret property empire. BBC News (англ.). 3 октября 2021. Архивировано 3 октября 2021. Дата обращения: 3 октября 2021.
48. ↑  Pandora Papers: Blairs saved £312,000 stamp duty in property deal. BBC News. Дата обращения: 3 октября 2021. Архивировано 4 октября 2021 года.
49. ↑  National risk assessment of money laundering and terrorist financing 2020. Дата обращения: 5 октября 2021. Архивировано 5 октября 2021 года.
50. ↑  Secrecy Brokers - ICIJ (амер. англ.). Дата обращения: 7 октября 2021. Архивировано 6 октября 2021 года.
51. ↑  Ольга Кутяева. Власти Франции оштрафовали Rietumu Banka на 80 млн. EUR – Зарубежное право | Новости GSL News. GSL (6 июля 2017). Дата обращения: 7 октября 2021. Архивировано 7 октября 2021 года.
52. ↑  Российского программиста Александра Винника, арестованного в Греции по запросу Америки, судят во Франции. Новости. Первый канал. Дата обращения: 7 октября 2021. Архивировано 7 октября 2021 года.
53. ↑  They include Alcogal, a go-to law firm of the Latin American elite has created at least 14,000 shell companies and trusts in tax havens, more than any other offshore provider in the leaked documents. (англ.). Twitter (3 октября 2021). Дата обращения: 3 октября 2021. Архивировано 3 октября 2021 года.
54. ↑  Medina, Brenda. When Latin America’s elite wanted to hide their wealth, they turned to this Panama firm - ICIJ (амер. англ.). ICIJ (3 октября 2021). Дата обращения: 3 октября 2021. Архивировано 3 октября 2021 года.
55. ↑  Тулешов приговорен к 21 году тюрьмы. Радио Азаттык. Дата обращения: 7 октября 2021. Архивировано 7 октября 2021 года.
56. ↑  Бывший топ-менеджер ВЭБа Ильгиз Валитов заставил его переписать 40% компании на офшор Фарита Газизуллина. Дата обращения: 7 октября 2021. Архивировано 7 октября 2021 года.
57. ↑  Минюст США обвинил Коломойского в краже миллиардов из его банка. РБК. Дата обращения: 7 октября 2021. Архивировано 7 октября 2021 года.
58. ↑  Александр Алексеев. Продавцы секретности: 14 компаний-источников утечки «Досье Пандоры» – Зарубежное право | Новости GSL News. GSL (6 октября 2021). Дата обращения: 30 ноября 2021. Архивировано 30 ноября 2021 года.
59. ↑  Виктория Полякова,Полина Химшиашвили. Что стало известно из утечки «архива Пандоры». РБК. Архивировано 15 октября 2021. Дата обращения: 15 октября 2021.
60. ↑  Песков не увидел «ничего особенного» в данных досье об офшорах. Ведомости. Дата обращения: 5 октября 2021. Архивировано 5 октября 2021 года.
61. 1 2  Pandora Papers: Pakistan’s Imran Khan pledges to 'investigate wrongdoing' Архивная копия от 5 октября 2021 на Wayback Machine, BBC, 4.10.2021
62. ↑  Дайджест: мировая пресса обсуждает Pandora Papers Архивная копия от 5 октября 2021 на Wayback Machine, ББС, 5.10.2021
63. ↑  Кремль не увидел в «Архиве Пандоры» «скрытых богатств окружения Путина». РБК. Дата обращения: 5 октября 2021. Архивировано 5 октября 2021 года.
64. ↑  Кремль не считает сведения из «Досье Пандоры» основанием для проверки. www.kommersant.ru (4 октября 2021). Дата обращения: 5 октября 2021. Архивировано 5 октября 2021 года.
65. ↑  Кремль: данные о россиянах из "Архива Пандоры" "невозможно проверить". Голос Америки. 3 декабря 2021. Архивировано 3 декабря 2021. Дата обращения: 3 декабря 2021.
66. ↑  В Белом доме прокомментировали «Досье Пандоры». Голос Америки. 5 октября 2021. Архивировано 8 октября 2021. Дата обращения: 8 октября 2021.
67. ↑  Владимир Зеленский заявил, что не занимался отмыванием денег. Радио Свобода. 18 октября 2021. Архивировано 18 октября 2021. Дата обращения: 18 октября 2021.
68. ↑  7 новин про офшори Зеленського – як російські держЗМІ ігнорують росіян в Pandora Papers, але пишуть про всіх інших фігурантів. Детектор Медиа. 4 октября 2021. Архивировано 29 октября 2021. Дата обращения: 29 октября 2021.
69. ↑  Tom Porter. Russian state news outlets covered the Pandora Papers, but made no mention of the involvement of Putin's inner circle (амер. англ.). Business Insider. Дата обращения: 30 октября 2021. Архивировано 30 октября 2021 года.
70. ↑  Russian state media ignores Putin's mistress revelations in Pandora Papers trove (англ.). The Week. Дата обращения: 30 октября 2021. Архивировано 30 октября 2021 года.